# 北京自来水博物馆
39°56′42″N 116°25′55″E / 39.944928°N 116.431969°E
北京自来水博物馆，位于北京市东城区东直门北大街6号院（清水苑社区）内，隶属北京市自来水集团有限责任公司，是一座展示北京供水事业发展历史的专业博物馆。

## 历史
北京自来水博物馆建成于2000年10月，馆址设在北京第一座水厂――东直门水厂的蒸汽机房旧址。该馆是“北京市青少年科普教育基地”、“北京市青少年节水宣传教育基地”。自2008年7月17日起，北京自来水博物馆闭馆重新设计布展。经过一个月试展，北京自来水博物馆于2008年11月8日重新开馆。该馆通过文物、照片、文字等方式，回顾了北京自来水事业从清朝末年开始的历史发展过程。
东直门水厂是北京历史上第一座自来水厂。光绪三十三年八月（1907年）的一天，慈禧太后在颐和园召见袁世凯，恰好有个小太监向慈禧太后报告宫内失火，慈禧太后问袁世凯“防火有何善政？”袁世凯答“以自来水对”。袁世凯在天津任职多年，天津早在光绪二十九年（1903年）便已有自来水。同时，袁世凯向慈禧太后举荐周学熙进京筹办自来水，慈禧太后乃决定调周学熙进京筹办自来水事宜。周学熙抵达北京后，当即筹办京师自来水公司，公司性质为“官督商办”，采用股份制，周学熙被任命为公司总理。
1908年4月，京师自来水公司正式成立，这是北京第一家自来水公司，也是北京第一家股份制公司。建成初期，公司设在前门顺城街的一座西式小楼内，而自来水厂设在东直门外的香河园。这是因为周学熙认为自来水厂“筹足水源为第一要务”，便亲自率工作人员到京郊各地勘探水源。经过多番勘察，周学熙认定“以安定门外沙子营迤下孙河水源尚旺”。孙河位于如今的朝阳区、顺义区交界处、温榆河一带，其上游分别是沙河与清河，两河合流到孙河，当时孙河“水势颇大”，适宜作为水源地。周学熙对水源地周边地区反复勘察，决定将自来水厂设在距离水源地直线距离最短的东直门外香河园。東直門水廠當時採用了三種售水方式：一是在街頭巷內安裝公用水龍頭，憑水票取水。二是直接把自來水管引入家中，安裝專用水錶計量銷售。三可以雇用水夫以快遞方式送水到戶。經過半年時間的精心經營，自來水得到了普遍認可。1910年，自来水厂正式投产供水，到中华人民共和国成立前，这座自来水厂是北京唯一一座自来水厂。
据说，直到1980年代至1990年代，东直门一带的小区用水仍都出自这座清代建造的自来水厂，水质清凉。此后，该厂不再作为自来水厂使用。
2016年3月22日世界水日，北京自来水博物馆新馆举行开馆仪式，3月23日起新馆正式对公众开放。

## 建筑
东直门水厂旧址为欧式风格建筑，如今仍保留许多遗迹，包括蒸汽机房、八角造型的烟囱、来水亭、办公用的四合院。东直门水厂旧址如今分为两处。靠南的一处位于香河园路西北侧的院子由北京水表厂使用。院子最深处有一座老式门楼，门楼的门楣题有“北京自来水厂”字样，该门楼是清代自来水厂的正门。穿过门楼，院中为一排清代建筑。再向里走，还有一座小院，里院的建筑与外院一样。
靠北的一处即北京自来水博物馆，位于北京水表厂北边，要绕经二环路才能进去。北京自来水博物馆的院子内，有一座中西合璧的建筑“来水亭”，始建于1908年，当年该建筑接收孙河取水厂的原水，经过沉淀消毒后送入清水池。该建筑是由天津德商瑞记洋行设计的欧式建筑，修建时采用了中国传统建筑工艺糯米灌浆、磨砖对缝。亭内曾建有一尊坐北朝南的汉白玉观音菩萨像，观音菩萨脚踏莲花，身后为假山，身前为净水池，观音菩萨身旁雕刻有一龟一蛇，有“龟蛇二将”之称。这尊观音菩萨像在文化大革命时被拆毁，如今亭内的观音菩萨像是后来建的。
北京自来水博物馆的展厅设在清代自来水厂的主体建筑“蒸汽机房”内。蒸汽机房建于1910年，红砖外墙使用的红砖价值连城，那时中国尚不能生产红砖，红砖全部自德国进口，按当时物价，一块红砖值一枚银元，所以仅红砖一项便耗资巨万。博物馆内有一幅巨型电子管网图，几乎占据一整面墙，管网线十分细密，记录了北京自来水流过之迹。
北京自来水博物馆内的沙盘模型显示，当年有一座铁质水塔屹立在厂区西南角，该水塔通高54米，总容积750立方米，是欧式建筑，塔身分成六层，呈六面形，每面镶有两条蟠龙，共12条蟠龙盘踞在塔身，塔身每面还装有风铃。这座铁质水塔于1957年被拆除，如今该博物馆从德国设计师的后人手中找回图纸，重新制做了一个铁质水塔模型，摆放在展厅内。